# Teopari
Teopari, nekadašnji pueblo (selo) Jova Indijanaca u istočnoj Sonori, nekoliko kilometara istočno od Ópata-sela Nacori, Meksiko, u kojem je 1676. utemeljena španjolska misija. Populacija mu je bila 369 (1678.); 259 (1730.). Zbog napada Apača selo je između 1764. i 1800. bilo napušteno.
ostali nazivi za njega bili su San Jose de Teopari de Ovas, San José Teopari, Tyopari.